# Teisias aus Syrakus
Teisias (griechisch Τεισίας Teisías, auch Tisias) war ein berühmter Lehrer der Rhetorik im antiken Griechenland. Er gilt als ein Schüler des Korax, aus dessen Schule auch der berühmte Redner Gorgias von Leontinoi hervorging, nach dem der Philosoph Platon einen seiner Dialoge benannt hat. 
Korax und Teisias, deren genaue Lebensdaten nicht bekannt sind, sollen nach dem Sturz des Tyrannen Thrasybulos von Syrakus im Jahre 466 v. Chr., der eine große Zahl von Eigentumsprozessen auslöste, begonnen haben, für Geld Gerichtsreden für andere Personen zu schreiben. Korax soll auch gemeinsam mit seinem Schüler Teisias zu dieser Zeit die ersten rhetorischen Lehrbücher, aus Musterreden bestehend, verfasst haben. Auf diesen basierten die Reden in privaten Gerichtsverhandlungen. Beide gelten deshalb als die Erfinder der kunstvollen Gerichtsrede und der Rhetorik als einer lehr- und lernbaren Kunst. Diese Genese legt einen praxisnahen Ursprung des Rhetorikunterrichts nahe, der mit den späteren philosophischen Ambitionen eines Gorgias oder Thrasymachos nichts zu tun hat. Nach manchen Quellen ist Korax der eigentliche Begründer dieser Disziplin und Teisias sein Schüler.
Bekannt ist Teisias unter anderem wegen seines Rechtsstreits mit seinem Lehrer Korax über die Verweigerung des schuldigen Lehrgeldes. Hierzu wird die folgende Anekdote überliefert:
„In Syrakus lebte ein Mann namens Korax. Angeblich lehrte er sehr gut Rhetorik und Argumentation, vor allem für den Auftritt vor Gericht. Teisias suchte deshalb Korax auf, um bei ihm ein Rhetoriktraining zu absolvieren. Das kostete auch damals eine Menge Geld. Teisias versprach, er werde das Honorar für das Training bezahlen, sobald er den ersten Prozess gewonnen haben würde. Nach einiger Zeit konnte er nichts mehr lernen. Korax forderte das Salär, aber Teisias bezahlte nicht.“
„Vor dem Richter in Syrakus argumentierte Korax, er müsse in jedem Fall sein Entgelt bekommen: wenn er siegen würde - dann, weil er den Prozess gewonnen habe, wenn er verlieren würde - dann, weil Teisias seinen ersten Prozess gewonnen habe. Der Richter war beeindruckt.“
„Teisias dagegen: Er brauchte auf gar keinen Fall zu bezahlen. Entweder er gewinne den Prozess, d. h. die Klage werde abgewiesen, dann bezahle er deshalb nichts, oder er verliere den Prozess, dann fehle es an der Bedingung der Ausbildungsvereinbarung (gewonnener Prozess). Bei soviel sophistischer Spitzfindigkeit war jetzt der Richter ratlos. Wem sollte er recht geben?“
Wie berichtet wird, fand der Richter eine pragmatische Lösung: Er soll beide mit Schimpf davongejagt haben.
Nach dem Beispiel seines Lehrers errichtete Teisias eine Redeschule, zuerst wie es scheint in Syrakus, dann zu Thurioi, wo der spätere berühmte Redner Lysias seinen Unterricht genoss. Hierauf begab er sich im Gefolge der Gesandtschaft des Gorgias nach Athen, jedoch wohl ohne politischen Charakter, sondern bloß, um als Lehrer der Rhetorik in der Fremde sich zu versuchen. 
Die Dauer seines Aufenthalts in Athen ist unbestimmt. Der spätere berühmte Redner Isokrates hörte ihn noch dort und war einer seiner Schüler.
In Platons Dialog Phaidros wird Teisias als kunstvoller Rhetor erwähnt. Er wird dort zusammen mit Gorgias als ein Vertreter der Auffassung genannt, das Wahrscheinliche sei höher zu schätzen als das Wahre. Eine weitere Quelle ist Ciceros Brutus.